# Annelise Hovmand
Annelise Hovmand, född Annelise Mathilde Reffs 17 september 1924 i Köpenhamn, död 28 december 2016 i Vester Egede, Faxe kommun, var en dansk regissör, filmproducent och manusförfattare.

## Utmärkelser
Hovmands Ingen tid til kærtegn vann Bodilpriset för bästa danska film 1957.

## Filmografi i urval
- 1957 – Ingen tid til kærtegn (manus, regi)
- 1958 – Krudt og klunker (manus, regi)
- 1959 – En främling knackar på (producent)
- 1960 – Frihedens pris (regi)
- 1961 – Gøngehøvdingen (manus, regi)
- 1963 – Sextett (manus, regi)
- 1966 – Nu stiger den (regi)
- 1971 – Ett dygn med Ilse (manus, regi)
- 1988 – Två som älskar varandra (TV-serie) (regi)